# Лесьник (Лодзинське воєводство)
Лесьник (пол. Leśnik) — село в Польщі, у гміні Поддембиці Поддембицького повіту Лодзинського воєводства.
Населення — 122 особи (2011).
У 1975-1998 роках село належало до Серадзького воєводства.

## Демографія
Демографічна структура станом на 31 березня 2011 року:
|          | Загалом | Допрацездатний вік | Працездатний вік | Постпрацездатний вік |
| -------- | ------- | ------------------ | ---------------- | -------------------- |
| Чоловіки | 58      | 10                 | 36               | 12                   |
| Жінки    | 64      | 20                 | 28               | 16                   |
| Разом    | 122     | 30                 | 64               | 28                   |